# Емі Рідж
Емі Рідж (англ. Amy Ridge, 15 серпня 1996) — австралійська ватерполістка. Учасниця Олімпійських ігор 2020 року. Учасниця чемпіонатів світу 2017, 2019 років.